# San Pietro (Insel)
San Pietro (italienisch Isola di San Pietro, sard. Isula ’e Sàntu Pèdru) ist eine rund 54 km² große Insel vor der Südwestspitze Sardiniens. Das sieben Kilometer von Sardinien entfernte Eiland, die zweitgrößte Insel des Sulcis-Archipels, gehört zur Provinz Sud Sardegna der Region Sardinien. Die rund 6000 Einwohner von San Pietro wohnen zu über 90 Prozent in der Inselhauptstadt bzw. im Gemeindehauptort Carloforte.
Die Insel ist mit Fähren von Calasetta und Porto Vesme (Comune Portoscuso) aus erreichbar.

## Geographie

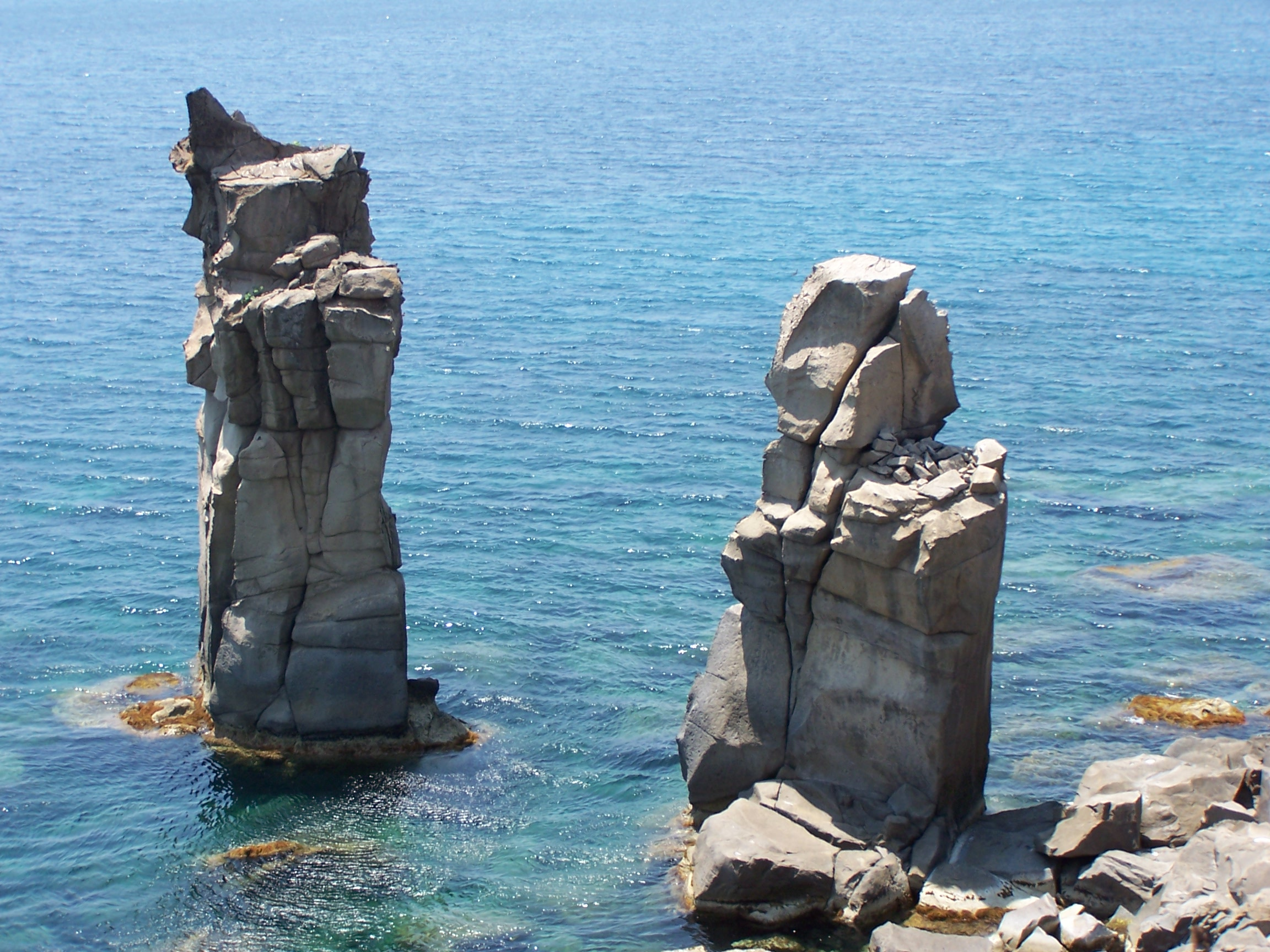
Colonne – die Brandungspfeiler von Carloforte

San Pietro ist vulkanischen Ursprungs. Die 34 km lange Küste ist meist felsig. Die schroffe, oft steil ins Meer abfallende Felsküste im Norden weist an mehreren Stellen natürliche Grotten auf. Lediglich im Osten, im Süden sowie im Südwesten gibt es kleinere Sandstrände. Die Gegend um Carloforte ist sehr flach und verfügt in südlicher Richtung über einige Sandstrände.
Das Innere der Insel ist von Hügeln geprägt, die höchsten Punkte sind der Bricco Guardia dei Mori (211 m) und der Bricco Tortoriso (208 m). Auf der Insel gibt es einige teils tief in die Landschaft eingeschnittene Bachläufe, die aber in der Regel nicht ganzjährig Wasser führen. Größere Flüsse gibt es keine, jedoch mehrere Feuchtgebiete, die teils den Charakter von Sumpflandschaften haben.
Die Vegetation ist typisch für die Mittelmeerküste. Zistrosen, Mastix, Westlicher Erdbeerbaum, Wacholder, Aleppo-Kiefer, Steineiche wachsen in dem heißen Klima der Insel. Vor allem im Osten werden typische Mittelmeerfrüchte wie Weinbeeren, Oliven, Feigen und Opuntien angebaut. Die relativ fruchtbare Ebene im Süden wird landwirtschaftlich genutzt, hier wird Getreide angebaut.
Der Abbau von Bodenschätzen wie Mangan spielte auf San Pietro lange Zeit eine größere Rolle, heute sind keine der Minen im Nordwesten, Westen und Südosten mehr in Betrieb.
Auf San Pietro ist der Eleonorenfalke heimisch.
An der Nordostküste gibt es zwei kleine Nebeninseln, Isola dei Ratti und Isola Piana. Auf der Isola Piana gibt es große Tonnare für den Thunfischfang, außerdem ist das Eiland ein beliebtes Ausflugsziel.

## Geschichte

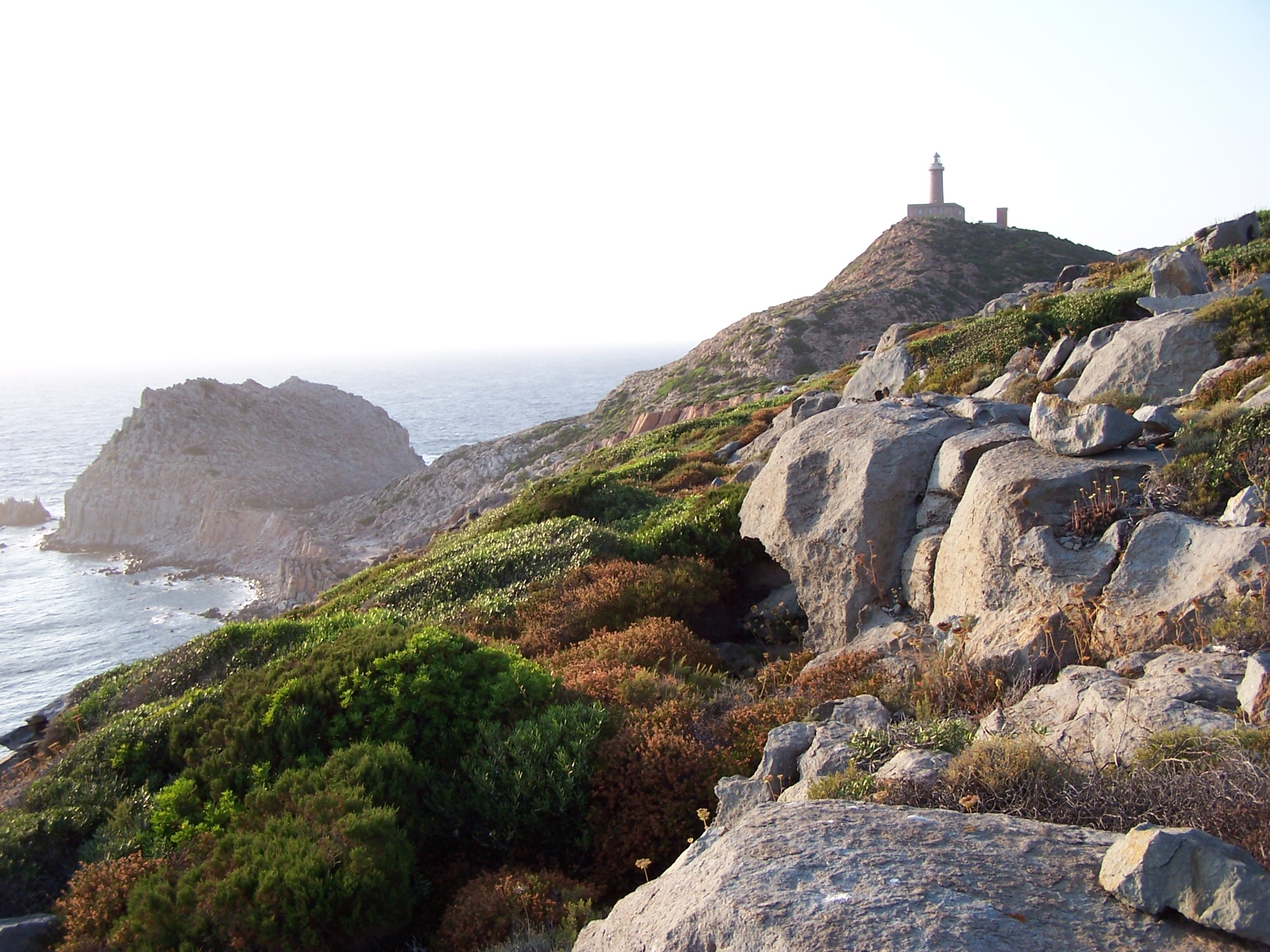
Blick zum Leuchtturm am Capo Sandalo, der westlichsten Spitze der Insel

San Pietro war schon in der Antike besiedelt, als im Westen der Insel Ocker abgebaut wurde. Die Phönizier gaben ihr den Namen Enosim (Insel der Falken), die Griechen tauften sie auf Hieracon Nesos und die Römer auf Accipitrum Insula. Überreste antiker Zivilisation lassen sich heute noch überall finden.
Das Interesse an den archäologischen Überresten auf der Insel begann im 16. Jahrhundert, als Giovanni Francesco Fara (1543–1591) einige Denkmäler erwähnte. Nach der Umsiedlung ligurischer Fischer von der Insel Tabarka (Tunesien) im Jahr 1738, berichtete der Deutsche Joseph Fuos von der Existenz punischer Gräber. Vincent Crespi leitete 1878 die offiziell erste Grabungskampagne. Im Jahr 1962 führte Ferruccio Barreca eine Testgrabung am Turm von St. Victor von Carloforte durch. Am Turm suchten im Jahre 1983 Paolo Bernardini und Raimondo Zucca auch die phönizische Siedlung.
Der Legende nach besuchte Simon Petrus 46 n. Chr. das Eiland. Von diesem Besuch her soll der heutige Name stammen.
1738 nahm ein Teil der Tabarchini, aus dem damals tunesischen Tabarca unter der Führung von Agostino Tagliafico, das Angebot von König Karl Emanuel III. von Savoyen an, die Insel erneut zu besiedeln. Heute spricht die Bevölkerung der Insel noch immer den Genueser Dialekt, ebenso wie die Bewohner des nördlich gelegenen Städtchens Calasetta auf der Nachbarinsel Sant’Antioco.
Auf der Insel San Pietro liegen die Nuraghen Bricco del Polpo, Laveria, Le Lille und Papassina.